# Merpins
Merpins település Franciaországban, Charente megyében. Lakosainak száma 1082 fő (2022. január 1.). Merpins Ars, Châteaubernard, Cognac, Gimeux, Saint-Laurent-de-Cognac, Salignac-sur-Charente és Salles-d’Angles községekkel határos.

## Népesség
A település népességének változása:
| Lakosok száma | 832  | 953  | 940  | 1025 | 988  | 1102 | 1104 | 1103 | 1100 | 1082 |
|               | 1968 | 1982 | 1999 | 2006 | 2011 | 2015 | 2017 | 2018 | 2020 | 2022 |